# The Quiet Zone/The Pleasure Dome
The Quiet Zone/The Pleasure Dome ist das achte Studioalbum der britischen Progressive-Rock-Band Van der Graaf Generator, das 1977 bei Charisma Records erschien. Es war das letzte Studioalbum der Band bis zu ihrer Wiedervereinigung im Jahr 2005. Das Album unterscheidet sich von seinen Vorgängern durch einen energischeren New-Wave-Sound und nimmt den Stil der Soloarbeiten von Sänger und Songwriter Peter Hammill der nächsten Jahre vorweg.

## Entstehungsgeschichte
Für dieses Album kehrte der Bassist Nic Potter zur Band zurück, der sie 1970 verlassen hatte. Anstelle des nach dem letzten Album World Record ausgeschiedenen Organisten Hugh Banton und der Saxophonisten David Jackson kam der Geiger Graham Smith hinzu, was den Sound der Band erheblich veränderte. Offiziell wurde der Bandname für dieses und das darauf folgende Livealbum Vital auf Van der Graaf verkürzt, aber in den Werbematerialien verwendete Charisma Records sowohl den verkürzten als auch den vollen Bandnamen.
Für die Wiederveröffentlichung 2005 wurden drei Bonustracks hinzugefügt.

## Titelliste
Alle Titel wurden von Peter Hammill geschrieben.
| Nr. | Titel                         | Länge |
| --- | ----------------------------- | ----- |
| 1.  | Lizard Play                   | 4:29  |
| 2.  | The Habit of the Broken Heart | 4:40  |
| 3.  | The Siren Song                | 6:05  |
| 4.  | Last Frame                    | 6:15  |

| Nr. | Titel                              | Autor(en)             | Länge |
| --- | ---------------------------------- | --------------------- | ----- |
| 5.  | The Wave                           |                       | 3:15  |
| 6.  | Cat’s Eye / Yellow Fever (Running) | Hammill, Graham Smith | 5:21  |
| 7.  | The Sphinx in the Face             |                       | 5:59  |
| 8.  | Chemical World                     |                       | 6:12  |
| 9.  | The Sphinx Returns                 |                       | 1:18  |

| Nr. | Titel         | Bemerkung                                                | Länge |
| --- | ------------- | -------------------------------------------------------- | ----- |
| 10. | Door          | Non-Album Studioversion                                  | 3:23  |
| 11. | The Wave      | Instrumentale Demoversion                                | 3:03  |
| 12. | Ship of Fools | B-Seite der Single Cat’s Eye, nur in Frankreich erschien | 3:43  |

## Rezeption
Das Album erhielt positive Kritiken, so urteilt der Melody Maker, dass „die Band gerade ein Album vorgelegt hat, das endlich an deren lange versprochenes Potenzial heranreicht“.
Auch rückblickende Rezensionen fielen positiv aus. Auf dem Progressive-Rock-Portal Babyblaue Seiten wurde der immense Unterschied zu früheren Werken Van der Graaf Generators hervorgehoben, der vor allem in kürzeren Stücken und dem moderneren Sound bestehen, die Hammills folgende Soloprojekte kennzeichnen. Durchweg positiv wurde die Leistung des Geigers Graham Smith sowie Hammills Gesang gelobt und, dass Hammills Gitarrenspiel im Gegensatz zum Vorgängeralbum in den Hintergrund gerückt ist. Smith wurde als adäquater Ersatz für ausgeschiedene Bandmitglieder gewertet. Gunnar Claußen bedauerte, dass den Stücken aufgrund ihrer kurzen Laufzeit und Kompaktheit die Möglichkeit fehlt Stimmungen aufzubauen und zu entwickeln. Mit zweimal 10 und je einmal 11 und 12/15 Punkten lagen die Bewertungen jedoch deutlich im positiven Bereich. Auf dem englischsprachigen Portal Prog Archives wurde The Quiet Zone/The Pleasure Dome von 773 Benutzern mit 3,64 Punkten bewertet, wobei die meisten Benutzer vier und drei Punkte vergaben.

## Besetzung
- Peter Hammill: Gesang, E-Gitarre,  Gitarre, Klavier
- Graham Smith: Violine
- Nic Potter: Bass
- Guy Evans: Schlagzeug, Perkussion

### Gastmusiker
- David Jackson: Saxophon